# Крионика
Крио́ника (от греч. κρύος «холод», «мороз») — технология сохранения в состоянии глубокого охлаждения («криоконсервация», «криосохранение») людей и животных в надежде на то, что в будущем их удастся оживить и при необходимости — вылечить. Иногда криоконсервации подвергают только голову или головной мозг сохраняемого организма.
При современном состоянии технологии криоконсервация людей и крупных животных необратима: заморозив человека, оживить его невозможно. Тем более невозможно оживить ампутированную голову или головной мозг. Поэтому людей подвергают криоконсервации только после юридически зафиксированной смерти мозга, в противном случае «крионирование» было бы убийством.
Крионика основывается на том, что смерть мозга, теоретически, может и не быть окончательной смертью. Предполагается, что когда-нибудь в будущем достижения высокоразвитой технологии позволят каким-либо образом оживить таких людей, хранящихся при низких температурах.
Существует открытое письмо в поддержку крионики, которое в 2016 году подписало 69 учёных мира.
Крионика скептически рассматривается научным сообществом из-за повреждений, вызванных холодом на клетках, несмотря на криопротекторы. В 2018 году был разработан новый процесс, витрификация, но ему не хватает сохранения порога возбудимости синапсов. В 2023 году планировалось направить исследования на сохранение порога возбудимости синапсов во время витрификсации.

## История крионики

### Некоторые важные даты для понимания истории крионики
- XVII век — первые научные эксперименты по заморозке животных, впадающих в зимнюю спячку.
- Вторая половина XVIII века — английским учёным Джоном Хантером выдвинута гипотеза, что можно продлить жизнь человека на любой срок, путём его циклического замораживания и оттаивания.
- начало XX века — русским ученым П. Бахметьевым проведены опыты по заморозке и разморозке куколок бабочек. Открыт первый криопротектор — глицерин. Опыты по безопасной заморозке небольших фрагментов тканей человека и других млекопитающих с использованием глицерина.
- середина XX века — развитие концепций о возможности восстановления органов и тканей на клеточном уровне после повреждений, связанных с заморозкой.
- 1956 год — Французский ученый Луи Рэ заставил биться сердце куриного эмбриона, спустя несколько месяцев после его пребывания в жидком азоте. В качестве криопротектора использовался глицерин[14].
- 1964 год — Выход первого издания книги Р. Эттингера «Перспективы бессмертия», положившей начало современной крионике[15].
- 1967 год — Крионирован первый человек — умиравший от рака легкого профессор психологии Джеймс Бедфорд[16].
- 1971 год — Анатоль Долинов и Владимир Неговский разрабатывают проект по созданию Европейской крионической корпорации. Проект не был реализован[17].
- 1983 год — Получена первая беременность после переноса в матку женщины эмбриона человека, хранившегося в жидком азоте[18].
- 1995 год — Биолог Юрий Пичугин произвел глубокую заморозку срезов головного мозга кролика, после разморозки срезы сохранили биоэлектрическую активность[19][20].
- 2002 год — Рождён ребёнок, зачатый при помощи спермы, находившейся в состоянии глубокой заморозки 21 год[21].
- 2002 год — Проведено исследование, показавшее, что 80 % нейронов, отобранные во время аутопсии головного мозга пожилых людей, умерших в среднем за 2.6 часа до аутопсии, после двухнедельного хранения вне тела продемонстрировали потенциальную способность к функционированию[22].
- 2003 год — Крионирован первый россиянин[23].
- 2006 год — Врачи Massachusetts General Hospital ввели свиней в анабиоз. Свиньи были анестизированы, и у них была вызвана большая потеря крови, а также были повреждены аорты (симуляция возможных повреждений при ДТП или огнестрельном ранении). После того, как свиньи потеряли более половины своей крови, оставшаяся кровь была заменена на охлажденный солевой раствор. Когда температура тела достигла 10 °C, поврежденные кровеносные сосуды были искусственно восстановлены, и закачана кровь. Метод был проверен 200 раз с 90 % коэффициентом успеха. Подобраны условия, обеспечивающие наилучшую выживаемость.
- 2006 год — Витрифицированные яичники мыши, криоконсервированные при −196 °C, были повторно разогреты для произведения потомства, причём рождаемость была сопоставима с той, что наблюдалась при использовании свежих яичников[24].
- 2008 год — После заморозки успешно разморожена, а затем пересажена свиная печень, которая функционировала в течение 2 часов[25].
- 2010 год — Агентство по перспективным оборонным научно-исследовательским разработкам США (DARPA) начало финансирование по крайней мере двух проектов по введению раненых солдат в состояние гибернации, подобное зимней спячке, до момента, когда тело будет доставлено в место, где ему может быть оказана адекватная медицинская помощь[26][27].
- 26 июля 2011 года в США на 93-м году жизни скончался основатель концепции крионики Роберт Эттингер. Учёный умер в своём доме в пригороде Детройта. Сразу же после смерти он был подвергнут процедуре криоконсервации и стал 106-м «пациентом» института крионики, основанного им в 1976 году.
- 2011 год — В США начинаются клинические исследования по использованию состояния анабиоза в медицине[28] обзор.
- 2015 год — Показано, что после заморозки и разморозки у нематод Caenorhabditis elegans сохраняются условные рефлексы (память)[29].
- 2016 год — Криобиологи оживили находившихся в 30-летней заморозке тихоходок[30].
- 2017 год — В Университете Миннесоты группа исследователей осуществила обратимую криоконсервацию крупной части сердца свиньи c помощью индукционного нагрева магнитных наночастиц[31].
- 2019 год — Ученые из Йельского университета оживили мозги свиней через четыре часа после смерти[32].
- 2023 год — Введение магнитных наночастиц позволило равномерно нагреть крысиную почку при разморозке и сохранить ее функциональность[33]

Становление крионики должно рассматривать по четырём независимым направлениям: возникновение сообществ сторонников крионики, становление крионических организаций, прогресс в области криоконсервации, образование фондов поддержки крионики. При анализе следует иметь в виду, что деятельность наиболее активных сторонников крионики не укладывается в узкие рамки исключительно одного направления.

### Крионические общества
Наступит момент, когда наука станет так могущественна, что в состоянии будет воссоздать погибший организм... когда по элементам жизни человека можно будет восстановить физически.
История возникновения сообществ сторонников крионики практически не документирована, поэтому любой её обзор будет неизбежно неполным. Тем не менее, можно считать, что близким по духу к современным сообществам крионистов были члены кружка («комитета поэтов») Биокосмистов-Имморталистов, существовавшего в 20-е годы прошлого века в России. Под влиянием разделяемых и пропагандируемых ими идей была предпринята попытка заморозить тело В. И. Ленина (21.01.1924).
Начало современного этапа развития крионических обществ датируется независимым выходом из печати в США в 1962 году книг Роберта Эттингера «Перспективы бессмертия», впоследствии получившей большую известность и переведенную на многие языки мира, и Ивана Купера «Бессмертие: Физически, Научно, Сейчас» («Immortality: Physically, Scientifically, Now»). В декабре 1963 Купер организовал первое в мире крионическое общество «Life Extention Society», с чего была начато создание мировой сети сообществ сторонников крионики. В 1965 году было организовано «Крионическое общество Нью-Йорка» (Cryonics Society of New York, CSNY), в 1966 — «Крионическое общество Калифорнии» (Cryonics Society of California, CSC) и в июле 1967 года при участии Роберта Эттингера — «Крионическое общество Мичигана» (Cryonics Society of Michigan, CSM), существующее и по сей день под именем Immortalist Society. В последующие годы было создано множество национальных и интернациональных сообществ сторонников крионики.
В Советском Союзе по причинам политического характера сторонники крионики не были организованы структурно, но деятельность по её пропаганде велась в той форме, какая была возможна в тех условиях. В частности, положительно рассматривал крионику советский реаниматолог В. А. Неговский.

### Крионические организации и индивидуальные проекты
Начальный период становления крионических организаций (до 1980 года) может быть назван временем надежд и трагических ошибок. Первые крионические общества создали специальные некоммерческие организации для непосредственной работы с крионическими пациентами Cryospan для CSNY и Cryonic Interment для CSC (позднее именно CSM создала Институт крионики). В это же время активно действовала коммерческая организация Cryo-Care Equipment Corporation (CCEC) в городе Финиксе. Её отличало наличие собственного производства капсул-дьюаров и ориентация на сохранения тел в «косметических» целях.
Первым пациентом CCEC стала женщина (22.04.1966, имя не оглашается), чьё тело до прямого погружения в жидкий азот сохранялось в холодильнике морга в течение двух месяцев. Вскоре её тело было востребовано близкими и захоронено. CCEC также занималась крионированием тела Джеймса Бедфорда, изготовила для него первый дьюар (оказавшийся неудачным), а потом и второй, сохраняя тело в этом дьюаре с 1967 по 1969 годы. К концу 1969 года владелец CCEC потерял надежду на коммерческий успех крионики и свернул свою деятельность в этой области. За этот период пациентами CCEC стали Луис Ниско (сентябрь 1967) и ещё два человека (начало и июль 1968), тела которых вскоре были переданы родственникам. Дьюар с Луисом Ниско был передан CSC.
Роберт Нельсон — президент CSC, организовавший 12.01.1967 года крионирование Джеймса Бедфорда и воодушевленный этим успехом, вскоре заморозил ещё троих пациентов, но их родственники не приобрели дьюары. Как решение их дальнейшей судьбы Нельсон предложил временное хранение в «сухом льду» в похоронном бюро Renaker. CSC на этот момент не имел своего хранилища, что превратилось в проблему — лицензия похоронного бюро допускает только «временное» хранение тел. В поисках решения ситуации Нельсон принял на хранение дьюар Ниско, куда «подселил» ещё трёх пациентов. Место для этого дьюара было в конце концов найдено на кладбище Чатсуорта, близ Лос-Анджелеса. 15 мая 1970 года их тела были извлечены и захоронены из-за недостатка средств на закупки жидкого азота.
К началу 70-х единомышленники из CSC отошли от Роберта Нельсона, и он продолжил свою деятельность вдвоём с владельцем похоронного бюро Renaker из города Буэна-Парк (штат Калифорния) Джозефом Клокгезером. Причиной этого стали вольное обращение Нельсона с деньгами клиентов и его интервью, содержащие преувеличения и ложные сведения.
Следующая попытка Нельсона была предпринята с дьюаром, содержащим Стивена Манделла (пациента CSNY, переданного по настоянию матери на попечение CSC, стоимость услуг которого были в несколько раз ниже). К нему были «подселены» Милдред Харрис (сентябрь 1970) и Женевьева де-ла-Потри (январь 1972). Дьюар также был размещен на кладбище в Чатсворте. Его подземное размещение на небольшом пространстве не позволило проводить требуемое обслуживание должным образом, и в середине 1974 года Нельсон вынужден был признать, что дьюар оставался без жидкого азота «уже длительное время».
В октябре 1974 года Нельсон заморозил ребёнка, на теле которого после извлечения из дьюара были видны трещины. Эти трещины были интерпретированы как последствия многократных циклов размораживание-замораживание.
Последним пациентом Нельсона стал Педро Ледесма (июль 1976), тело которого хранилось около года в холодильнике морга его близкими. Тело Ледесмы, «подселённое» в дьюар, оставшийся от Нельсона, было обнаружено разложившимся в апреле 1979 года.
Конец деятельности Cryonic Interment (и CSC) и какого-либо участия её владельца Роберта Нельсона в крионике положил судебный процесс, возбуждённый от имени родственников пациентов. Инициаторами обвинения стали сыновья женщины по имени Клара Досталь, которая никогда не была пациентом Нельсона. Ущерб, который требовалось возместить, сводился к компенсации расходов на содержание в «сухом льде» Досталь, безуспешно ожидавшей в течение 1973 года, когда Нельсон сможет исполнить своё обещание и принять её на длительное хранение. Предложение последнего выплатить эту сумму в рассрочку было родственниками Досталь отклонено. Cryonic Interment (Роберту Нельсону) и похоронному бюро Renaker (Джозефу Клокгезеру) было предъявлено обвинение в невыполнении контрактов и сознательном обмане своих клиентов. Адвокату обвинения, организовавшему процесс в надежде на крупные комиссионные, удалось обосновать требования о возмещении ущерба на миллионы долларов даже со стороны тех родственников погребенных, которые много лет назад прекратили выплаты на закупку жидкого азота. Свою роль внесло и «раздувание» скандала журналистами. Несмотря на то, что многолетняя работа Роберта Нельсона и Джозефа Клокгезера не была связана с получением дохода в какой-либо форме, оба были осуждены к штрафу в сотни тысяч долларов. Джозеф Клокгезер смог его выплатить из страхового полиса своего похоронного бюро, а поставленный перед физической невозможностью выплаты таких сумм Роберт Нельсон оказался втянутым в длительный судебный процесс. Впоследствии он оценивал свою деятельность таким образом: «Я не сделал ничего криминального, ничего хуже, чем серия неудачных решений». По свидетельству активистов крионики, действовавших в эту эпоху, Нельсон уклонялся от контроля с их стороны за закупками азота, ссылаясь на «дружественные отношения» с водителями грузовиков-цистерн, развозящих жидкий азот потребителям.
С историей Cryonic Interment (CSC) тесно связан личный крионический проект Николаса Деблазио, жена которого Энн Деблазио стала пациентом CSNY в январе 1969 года. К августу 1971 года в поисках более экономичной формы проекта Деблазио изъял дьюар с Энн и разместил её на кладбище в Батлере (Нью Джерси). Деблазио, опираясь на опыт Нельсона и под юрисдикцией Cryonic Interment (CSC), создал уменьшенную копию хранилища в Чатсуорте. Конструкция этого дьюара позволяла разместить и второго пациента, который был передан из CSC в ноябре 1972 года. Проект развивался до 1979 года, когда в ходе осмотра самим Деблазио была повреждена вакуумная изоляция дьюара, что стало явным к следующему году. Извлечение дьюара с целью его ремонта (тела предполагалось временно сохранять в «сухом льде») выявило их разложение.
Пациенты CSNY (Cryospan) были изъяты членами семьи по причине невозможности (нежелания) платить высокие суммы за их содержание:
- Стивен Мэнделл (Steven Mandell) (июль 1968 года) был вскоре передан в CSC.
- Эндрю Михок (Andrew Mihok) (ноябрь 1968 года) был охлаждён только до температуры «сухого льда» и через две недели был изъят родственниками для захоронения.
- Энн Деблазио (Ann De Blasio) (январь 1969 года) была востребована её мужем в 1971 году.
- Пол Хёрст (Paul Hurst) (апрель 1969 года) был захоронен после прекращения выплат, а его дьюар был использован для Германа Гринберга.
- Герман Гринберг (Herman Greenberg) (май 1970 года) хранился в CSNY до трагической смерти его дочери Джиллиан (вице-президента CSNY) в ноябре 1973, покрывавшей расходы на его содержание из своих текущих доходов.
- Клара Досталь (Clara Dostal) (декабрь 1972 года) хранилась в «сухом льде» в течение почти года пока её не переместили в дьюар, ранее принадлежащий Полу Хёрсту и Герману Гринбергу. Планировалось, что Досталь будет передана на попечение Нельсону. После нескольких месяцев в CSNY тело Клары Досталь была изъято её сыновьями и захоронено.
- Последним стал Майкл Бабурка (Michael Baburka) (апрель 1974 года). В этом же году по решению Департамента Общественного Здоровья Нью-Йорка CSNY было закрыто в срочном порядке (под угрозой крупных ежедневных штрафов). Сын Майкла пытался в течение нескольких месяцев содержать его частным образом, но не смог и захоронил его тело вместе с его дьюаром.

CSNY размещала своих пациентов в хранилище, где они обслуживались качественно. Форма контракта Cryospan с клиентом обязывала его приобрести дьюар и не накладывала на Cryospan прямой ответственности за размораживание пациентов, что исключало катастрофические последствия, подобные тем, которые настигли CSC.
Личный крионический проект Джеймса Бедфорда начался 12 января 1967 года, когда он был крионирован с использованием криопротектора DMSO при активном участии Роберта Нельсона. Дьюары для него изготовила CCEC, где он и содержался до 1969 года. К апрелю 1970 года силами его родственников была найдена маленькая компания Galiso Inc., специализировавшаяся на производстве и ремонте мелкого криогенного оборудования. Эта компания изготовила для Бедфорда более качественный дьюар, куда он и был перемещён. В конце июля 1976 года руководство Galiso известило родственников Бедфорда о невозможности его дальнейшего содержания и он был перемещён на попечение компании Trans Time. Из этой компании Бедфорд был изъят ровно через один год в связи с её высокими ставками по содержанию пациентов, и его семья содержала его частным образом до 14 февраля 1982 года, когда новым пристанищем Бедфорда стала компания Criovita Laboratories. Юридические проблемы (Alcor и Criovita) заставили искать другое место размещения тела, и в феврале 1987 года он был перемещен в Риверсайде (Калифорния). В связи со смертью жены Бедфорда Руби в исполнение её воли его детьми было принято решение связать судьбу отца навсегда с Alcor. Тело Джеймса Бедфорда находилось в дьюаре Galiso, откуда в конце мая 1991 года было извлечено, обследовано и перемещено в новый дьюар Alcor. Обследование не выявило следов разложения или повреждений, характерных для циклов замораживания-размораживания. До настоящего времени Бедфорд находится в Alcor.

## Распространённость крионики

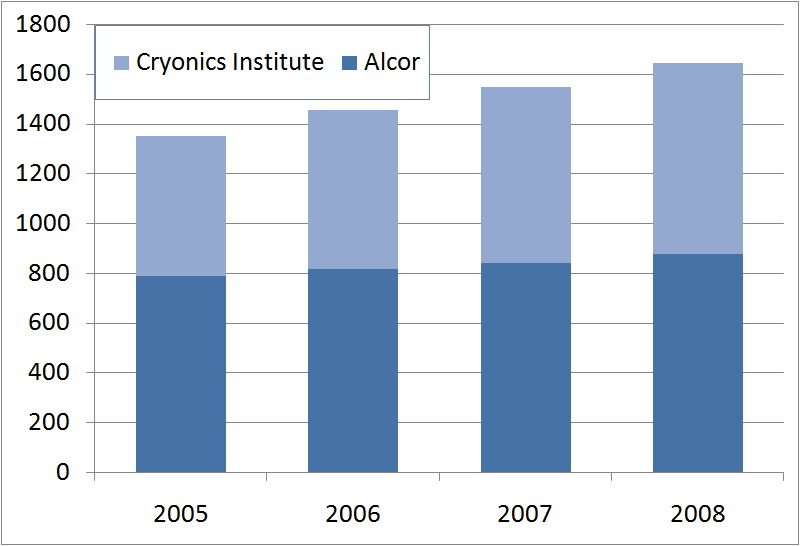
Увеличение числа членов двух крупнейших крионических организаций

Крионика не пользуется высокой популярностью, возможно, из-за дороговизны или отсутствия гарантии того, что технологии безопасного размораживания и лечения станут доступны в будущем, а также в силу противоречия общепринятым в обществе традициям погребения. Несмотря на это, количество клиентов криофирм постепенно увеличивается. За период 2005—2008 гг. общее число клиентов Alcor и Cryonics institute, двух крупнейших криофирм, выросло на 22 %.
По данным на 1 апреля 2011 года клиентами криофирм в США являются 1832 человека, уже крионировано 206 человек. В России на 26 декабря 2013 года было крионировано 35 человек (19 крионированы целиком, у остальных 15-ти крионирован только мозг), а также 14 других животных (5 собак, 6 кошек и 3 птицы). По данным компании КриоРус на 13 сентября 2017 года в РФ крионированы 54 человека и 21 животное.

## Крионические компании
В мире существует лишь несколько крионических фирм, имеющих собственные хранилища:
- Alcor (1972) — американская общественная (некоммерческая) организация.
- ТрансТайм (1972) — американская коммерческая организация.
- Институт Крионики (1976) — американская общественная (некоммерческая) организация.
- КриоРус (2006) — российская коммерческая организация.
- Yinfeng Life Science Foundation (2017) — китайская организация.

## Отношение к крионике

### В научной среде
Сторонники крионики, указывая на то, что в основе сохранения личности и памяти человека лежат химические процессы, в частности, что долговременная память фиксируется структурными изменениями в отдельных клетках, входящих в состав нейронных систем, и связана с химической трансформацией и образованием новых веществ, говорят о теоретической возможности оживления человека и сохранения личности человека. Большинство нейробиологов согласны, что анатомическая основа разума закодирована в физических структурах мозга, в особенности, в сетях нейропилей и в силе синаптических соединений и, возможно, в эпигенетической структуре нейронов. Тот факт, что даже полное отсутствие электрической активности в мозгу не исключает дальнейшего полного неврологического восстановления пациента, поддерживает предположение о том, что основа сознания носит структурный, а не динамический характер, а значит, может быть сохранена при криогенных температурах.
В то же время часть научного сообщества скептически относится к попыткам заморозки человека в силу различных физиологических и технологических причин. Например, противники крионики указывают, что после момента смерти связи нейронов головного мозга начинают рушиться в течение нескольких минут, что очень сложно провести заморозку одновременно всех клеток тела и что никто не гарантирует соблюдение всех условий.
Некроз нейронов и их необратимые морфологические изменения обнаруживаются уже спустя 4 часа после нарушения кровообращения в головном мозге. Кроме того, глобальные изменения метаболизма клеток и экспрессии генов после смерти могут препятствовать восстановлению функций нервных клеток. В эксперименте по восстановлению аналога кровообращения в изолированной голове свиньи спустя 4 часа после смерти не было замечена организованная глобальная электрическая активность мозга, связанная с восприятием или другими функциями мозга высшего порядка. Количество нефункциональных нервных клеток при замораживании в лабораторных условиях зависит от времени хранения и достигает 40 % уже через год хранения. Повреждение 5 % нейронов в переднем мозге при инсульте приводит к негативным изменениям личности. Поэтому следует ожидать, что посмертное замораживание мозга человека даже в идеальных условиях также приведет к необратимым изменениям личности.
Тем не менее, в 2002 году было проведено исследование, показавшее, что 80 % нейронов, отобранные во время аутопсии головного мозга пожилых людей, умерших в среднем за 2,6 часа до аутопсии, после двухнедельного хранения вне тела продемонстрировали потенциальную способность к функционированию. Более того, современные исследования показывают, что мозг при использовании современных технологий может жить до нескольких суток после остановки сердца.
Наиболее полно научные основы крионики изложены в статье Б. Беста «Научное обоснование практики крионики»[значимость факта?].
Существует открытое письмо в поддержку крионики, которое в 2016 году подписало 69 учёных мира из таких высших научных заведений и других организаций, как МИТ, Гарвардский университет, НАСА, Кембриджский университет и др.. Согласно данному письму, крионика является законной и научно обоснованной задачей, которая стремится сохранить людей (особенно человеческий мозг) с помощью наилучших доступных технологий. В письме утверждается, что, относительно существующих в настоящее время технологий, имеется заслуживающая доверия вероятность, что с помощью технологий будущего возможна реанимация крионированных людей, в процессе которой пациенты могут быть восстановлены как личности. В данном письме приводятся следующие экспериментальные аргументы в пользу крионики и гипотермии:
- В 1966 году было показано, что мозг восстанавливает свою электрическую активность после заморозки до минус 20 °С[56].
- В 1973 году было показано, что орган млекопитающего может быть восстановлен после заморозки до минус 196 °С[57].
- В 1974 опубликованы результаты эксперимента, показывающего, что мозг частично восстанавливает свою активность после 7 лет хранения[58].
- Согласно публикации 1984 года, большие органы могут быть крионированы без структурных повреждений из-за льда[59].
- В 1986 году экспериментально показано, что большие млекопитающие могут быть возвращены к жизни после трёх часов пребывания в состоянии клинической смерти при температуре 3 °С[60].
- В 2000 году показано первое успешное медицинское применение витрификации для относительно больших тканей[61].
- В 2002 году было продемонстрировано сохранение памяти после охлаждения до 10 °С[62].
- В 2004 году опубликован доклад о первой успешной трансплантации почек после их охлаждения до минус 45 °С и последующего нагревания[63].
- Авторы публикации 2004 года назвали её научным доказательством в пользу крионики, в которой описали первый процесс свободной от льда витрификации цельного мозга, во время нагревания которого не было обнаружено существенных повреждений[64].
- В 2006 году впервые было продемонстрировано, что жизнедеятельность и структура сложных нейронных сетей может быть хорошо сохранена во время витрификации[65].
- В 2009 году вышла публикация, описывающая первую успешную витрификацию, трансплантацию и длительное выживание важного органа млекопитающего[66].
- В 2015 году впервые было продемонстрировано сохранение памяти у крионированного и возрождённого животного[67].
- В 2015 году был проведён эксперимент, во время которого крионировался и восстанавливался цельный мозг животного. По экспертной оценке исследователей, данный мозг в качестве его нейронных связей восстановился «идеально»[68].

Себастьян Сын, учёный в области нейробиологии, физики и биоинформатики, считает, что убеждения крионистов необходимо проверять по-научному. Для этого предлагает попытаться найти коннектом замороженного мозга и установить, произошло ли повреждение коннектома из-за заморозки. Если да, то воскресить криопациента не получится, а если нет, то «мы не должны высмеивать утверждения крионистов». При этом возможна дополнительная проверка теорий и положений, связанных с коннектомом.

### В России
Председатель комиссии РАН по борьбе с лженаукой и фальсификацией научных исследований Евгений Александров считает, что крионика является мошенничеством: «Мы об этом много писали. Это исключительно коммерческая затея, не имеющая под собой никакой научной базы. Это фантазия, спекулирующая на надеждах людей о воскрешении из мертвых и мечтах о вечной жизни». При этом он утверждает, что крионика эксплуатирует человеческий страх перед смертью, так как никого никогда не удавалось оживить. Старший научный сотрудник лаборатории функциональной нейрогеномики Института цитологии и генетики СО РАН Пётр Меньшанов считает, что технологии заморозки совершенно не отработаны, и поэтому люди платят просто за погребение в жидком азоте.
В СССР биолог Николай Николаевич Тимофеев, занимавшийся проблемами анабиоза, отрицательно высказывался о перспективах крионики, в частности назвал добровольную заморозку в 1967 году Джеймса Бедфорда обыкновенным самоубийством, а позже писал: «Будто не достоверно доказанный факт, что сейчас замораживание любого животного — включая рыб и амфибий — необратимо разрушает его организм… Так что это лишь спекулятивные прожекты».
В России известными сторонниками скорейшего развития крионики являются доктор биологических и медицинских наук Г. Д. Бердышев, доктор философских наук И. В. Вишев, д. м. н. Михаил Соловьев. Одним из активных участников раннего этапа крионического движения был доктор медицинских наук, академик РАМН В. А. Неговский. Ведущий научный сотрудник лаборатории Института биофизики клетки РАН к.б.н. Виктор Утешев утверждает, что в настоящее время из-за соответствующего уровня знаний имеются сомнения, но через 30-50 лет могут открыться возможности, позволяющие восстановить человека из крионированного состояния. С. Я. Амстиславский занимается исследованиями в области крионики в секторе криоконсервации и репродуктивных технологий Института цитологии и генетики СО РАН.
Председатель московского регионального отделения Российского общества хирургов Олег Луцевич сомневается, что в ближайшее время крионика будет широко востребована, а воскрешение уже умерших людей и других животных крайне сомнительно. В то же время председатель Краснодарского отделения Российского общества хирургов Анатолий Завражнов считает, что проблема криосохранения людей должна ещё изучаться, и какие-либо рекомендации тут давать сложно. Гелена Лифшиц, руководитель медицинских проектов биомедицинского кластера фонда «Сколково», утверждает, что сохранение личности вряд ли возможно даже при физическом восстановлении, так как, по её мнению, даже при полном восстановлении структуры головного мозга нет гарантий того, что восстановится характер, темперамент и жизненный опыт человека.
На 2014—2016 гг., по данным «Левада-Центра», около 15 % россиян заинтересованы в том, чтобы крионировать себя или своих родственников.

### Биоэтика
Ирина Силуянова, заведующая кафедрой биоэтики РНИМУ им. Н. И. Пирогова, считает, что, по мнению мировой науки, замороженные человеческие организмы не могут ожить, и поэтому крионисты воспринимаются российскими медиками так же, как колдуны или знахари, — как популяризаторы лженауки. Анатолий Вассерман утверждает[значимость факта?], что крионическая деятельность не имеет отношения к религии, так как все её действия могут быть совершены впоследствии над крионированными людьми, через любой период времени. Валерия Удалова, гендиректор компании «КриоРус», говорит о том, что, согласно Библии, Иисус завещал своим ученикам оживлять людей, а на Страшном суде все должны будут восстать к нему в своих телах, что согласуется с практикой крионики. В то же время, например, протоиерей Лев Шихляров считает, что идея крионики — шарлатанская, так как она обманывает человека, которому дана возможность воскресения.

## Крионика в искусстве
- Ни жизнь, ни смерть (1926) — рассказ Александра Беляева, в котором персонаж Бенджамин Джонсон был заморожен в 1925 году, а разморожен только в 1998 году.
- Замороженный (1969) — кинокомедия, после кораблекрушения у берегов Гренландии один из членов экипажа был залит жидким глицерином и мгновенно замёрз.
- Спящий (1973) — кинокомедия, Майлз Монро, человек, состоящий из сплошных недостатков, в 1973 году лёг в больницу на простую операцию, а проснулся 200 лет спустя.
- Бегство мистера Мак-Кинли (1975) — фильм, главный герой Мак-Кинли отходит в безмятежный сон, чтобы проснуться 250 лет спустя.
- Секс-миссия (1983) — польская фантастическая кинокомедия в жанре постапокалиптики, два героя которой в 1991 году подвергают себя эксперименту замораживания (гибернации), чтобы проснуться через три года, в конце XX века, но вместо этого они пробуждаются более чем через пятьдесят лет — в 2044 году, причём в мире, в котором живут одни женщины.
- Вечно молодой (1992) — фильм, Убитый горем Дэниэл, девушка которого впала в кому, даёт согласие на криогенный эксперимент, в котором его заморозят на один год. Однако пробуждение начнётся спустя 50 лет.
- Разрушитель (1994) — фантастический боевик, Сержант Джон Спа́ртан обезвреживает преступника, но погибают заложники, и он приговорён к 70-летней заморозке в криотюрьме.
- Остин Пауэрс: Человек-загадка международного масштаба (1997) — кинокомедия, суперагент заморозил себя на космическом корабле до того времени, покуда во всём мире будет править не свободная любовь, а хитрость, зло и коварство.
- Губка Боб Квадратные Штаны (1999) — мультсериал, в серии «СБ-129» Сквидвард был заморожен в морозильнике и просыпается в далёком будущем спустя 2000 лет.
- Ванильное небо (2001) — мелодрама, богатый плейбой Дэвид Эймс попадает в аварию, после чего пользуется услугами криокомпании, которая позволяла внушить ему осознанные сновидения.
- Идиократия (2006) — фильм, замороженные в 2005 году люди размораживаются в 2505 году, где в обществе средний IQ 20 баллов.
- Главный герой мультипликационного сериала Футурама Фрай попадает в 3000 год посредством крионики.
- В серии «Смешариков: Пин-код» с названием «Перемотка» Бараш переоборудует холодильник на борту Шаролёта в криокапсулу, с помощью которой он планирует пропускать периоды ожидания чего-либо и больше ничего не ждать.
- Fallout 4 (2015) — видеоигра, протагонист просыпается в пустоши спустя 200 лет после ядерной войны посредством крионики.
- Растопи меня нежно (2019) — южнокорейская дорама. Главный герой вместе со своей помощницей в качестве подопытных принимают участие в проекте заморозки человека и его разморозке без вреда для жизни. Эксперимент должен был длиться ровно сутки, но они проснулись спустя 20 лет.

Тема крионики затрагивается в некоторых музыкальных произведениях: композиции «Укрой меня снегом» группы Екклесиаст, «Crionics» группы Slayer, «Cryonic World complete» Чарли Кама.